# SWAT 3: Close Quarters Battle
SWAT 3: Close Quarters Battle (ook wel SWAT3 genoemd) is een computerspel waar je in de huid van een Special Weapons And Tactics (SWAT) agent kruipt. De bedoeling van het spel is om alle gijzelaars te redden en alle gijzelnemers te arresteren. SWAT3 is het eerste FPS (First person shooter) SWAT-spel. SWAT3 wordt uitgegeven door Sierra Entertainment. Hoewel het spel een opvolger is van Police Quest: Open Season, wordt het niet meer tot de officiële Police Quest-reeks gerekend. De reden hiervan is wellicht dat Police Quest oorspronkelijk avonturenspellen waren, terwijl SWAT 3 eerder een real-time strategy is.

## De Toekomst
In 2005 heeft SWAT3 een opvolger gekregen, SWAT 4, waarvoor ook al een expansion pack is uitgekomen.